# Shifting Sands (film 1918 Balboa)
Shifting Sands è un cortometraggio muto del 1918. Il nome del regista non viene riportato nei credit.
Ottavo e ultimo episodio della serie The Price of Folly prodotta dalla Balboa Amusement Producing Company. Tutti gli otto cortometraggi, interpretati da Ruth Roland e Frank Mayo, erano lunghi due rulli ciascuno e furono distribuiti nel 1918.

## Produzione
Il film fu prodotto dalla Balboa Amusement Producing Company.

## Distribuzione
Distribuito dalla Pathé Exchange, il film - un cortometraggio di due bobine - uscì nelle sale cinematografiche degli Stati Uniti il 10 marzo 1918.